# 204570 Veronicabray
204570 Veronicabray è un asteroide della fascia principale. Scoperto nel 2005, presenta un'orbita caratterizzata da un semiasse maggiore pari a 2,751941 UA e da un'eccentricità di 0,069462, inclinata di 3,923392° rispetto all'eclittica.